# Albertina Sisulu
Albertina Sisulu Nontsikelelo, née le 21 octobre 1918 au Transkei et morte le 2 juin 2011 à Johannesbourg, est une militante anti-apartheid sud-africaine, et la femme de son compatriote militant Walter Sisulu. Elle a été affectueusement surnommée « Ma Sisulu » par la population sud-africaine.

## Biographie
Fille de mineur, elle devient infirmière et sage-femme. En 1941, elle rencontre Walter Sisulu, avec qui elle se marie en 1944. Lors de leur mariage sont présents Nelson Mandela et sa première femme Evelyn Ntoko Mase, ainsi qu'Anton Lembede. Ils ont cinq enfants : Max Vuyisile, Mlungisi, Zwelakhe, Lindiwe et Nonkululeko et ont adopté quatre autres filles.
En 1948, alors que l'apartheid se met en place, elle rejoint la Ligue des femmes de l'ANC, puis, en 1954, la Fédération des femmes sud-africaines (FEDSAW). Quand en 1964, son époux est condamné à perpétuité et expédié sur l’île-bagne de Robben Island avec Nelson Mandela, elle élève seule ses cinq enfants et poursuit le combat, se substituant dans la mesure du possible aux leaders emprisonnés, tout en refusant de recourir à la violence. Elle est elle-même arrêtée plusieurs fois, assignée à résidence, bannie hors de Johannesburg. En 1983, elle copréside à la formation du Front démocratique uni pour coordonner l'ensemble des organisations et associations non-radicales hostiles au régime de l'apartheid. Elle plaide la nécessité de mettre fin à l'apartheid auprès des gouvernements occidentaux.
Les années 1990 sont un tournant dans l'histoire de l'Afrique du Sud. Nelson Mandela est libéré en février 1990. Frederik de Klerk, grâce à la médiation de Mandela, négocie avec l'ANC une transition pacifique vers un régime démocratique multiracial, avec des garanties pour la population blanche. Les premières élections générales sud-africaines non raciales et au suffrage universel de l'histoire du pays sont organisées en 1994. Elle est élue députée dans ce nouveau parlement, mais se retire quatre ans plus tard,.
Le 2 juin 2011, aux alentours de 20 h, Albertina meurt devant la télévision qu'elle regarde avec ses petits-enfants. Elle bénéficie de funérailles nationales et les drapeaux sud-africains sont mis en berne, du 4 juin 2011 jusqu'à son enterrement.

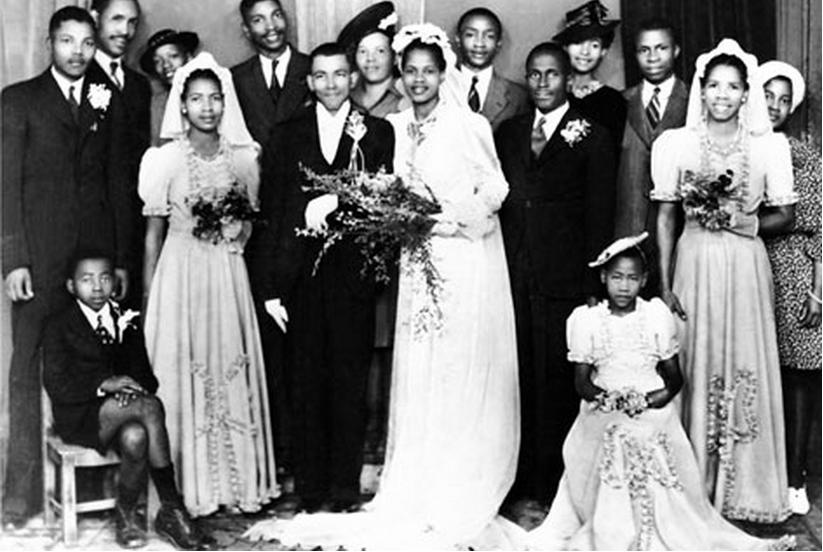
Albertina et Walter Sisulu lors de leur mariage en 1944, en compagnie de Nelson Mandela et Evelyn Ntoko Mase (à gauche) et Anton Lembede (à droite d'Albertina).

### Articles
- « Afrique du Sud : le président Bush a reçu Mme Sisulu », Le Monde,‎ 2 juillet 1989 (lire en ligne).
- « Mama Sisulu morte, l’Afrique du Sud pleure la perte d’un « trésor national » », Jeune Afrique,‎ 3 juin 2011 (lire en ligne).
- « L’Afrique du Sud pleure « Mama Sisulu », « colosse » de la lutte anti-apartheid », Jeune Afrique,‎ 3 juin 2011 (lire en ligne).
- Tirthankar Chanda, « Afrique du Sud : Albertina Sisulu, avec les honneurs », Jeune Afrique,‎ 15 juin 2011 (lire en ligne).